# Setra Multi Class
Setra Multi Class – rodzina autobusów lokalnych i międzymiastowych produkowanych pod marką Setra w Neu-Ulm w Niemczech oraz w Hoşdere w Turcji. W jej skład wchodzą autobusy niskowejściowe, średniopodłogowe oraz wysokopodłogowe. Obecnie produkowana jest Multi Class serii 400.

## Seria 300
W 1994 roku na targach IAA w Hanowerze miała miejsce premiera nowej rodziny autobusów lokalnych Setra Multi Class. Wówczas składała się ona z dwóch modeli: S 315 UL i S 315 H. Później dołączyły takie modele jak m.in. niskowejściowy S 315 NF, trzyosiowy S 317 UL oraz przegubowy S 321 UL. Rodzina autobusów nawiązywała wzornictwem do Setry Comfort Class 300. Z przodu znajdowała się czarna lub srebrna listwa z nazwą producenta, która znajdowała się pomiędzy światłami. Charakterystyczną cechą Multi Class były dwie wersje ściany przedniej – turystyczna (bardziej opływowa z lusterkami znanymi z autokarów) oraz lokalna (niemal pionowa ściana przednia, lewe lusterko niewysunięte do przodu). Takie rozwiązanie było dostępne w modelach oznaczonych UL. Setra S 315 NF uzyskała tytuł Bus of the Year 1996.
Modele Multi Class 300:

- S 315 NF,
- S 319 NF,
- S 315 UL,
- S 316 UL,
- S 317 UL,
- S 319 UL,
- S 321 UL,
- S 315 H.

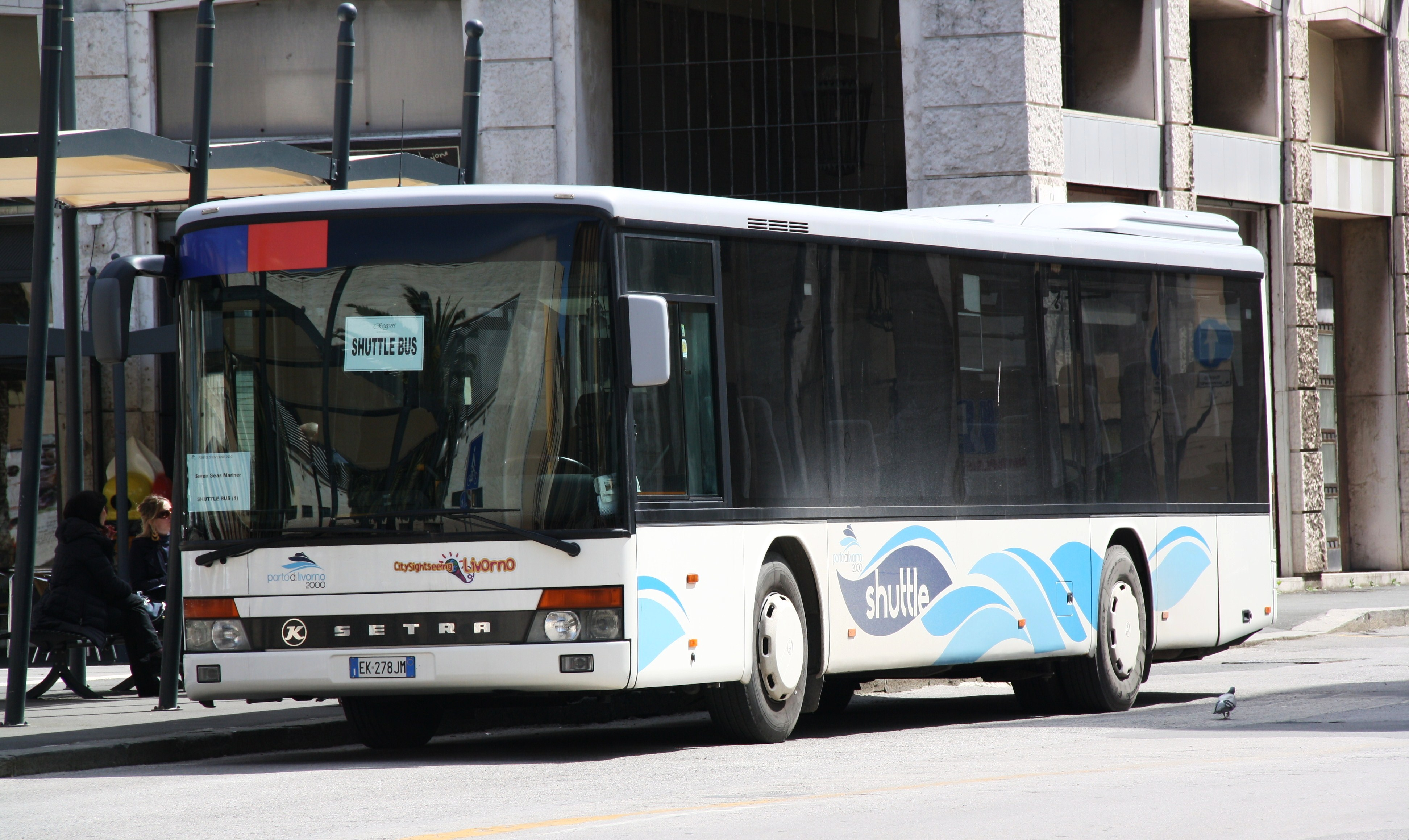
Setra S 315 NF
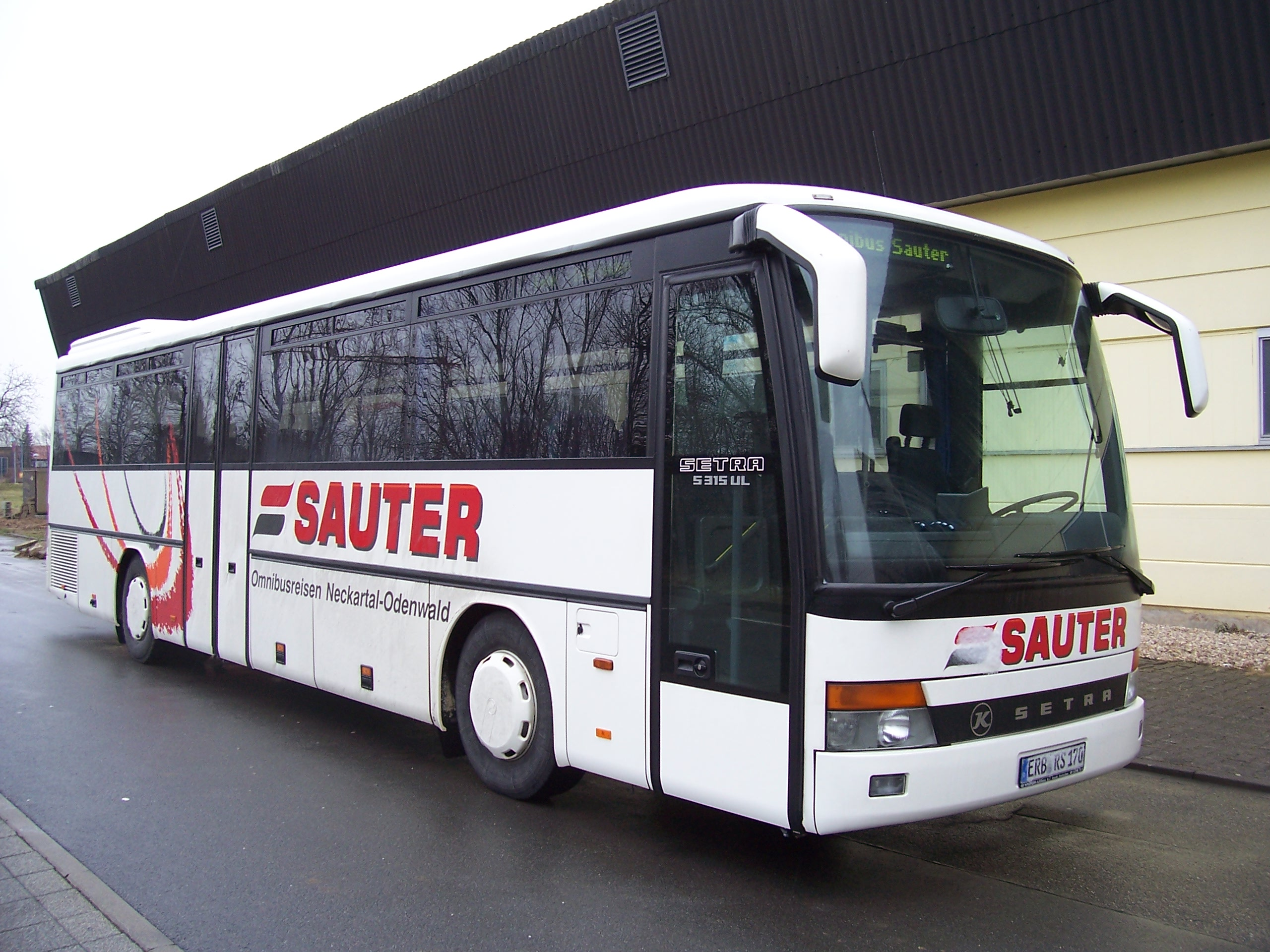
Setra S 315 UL (przód turystyczny)
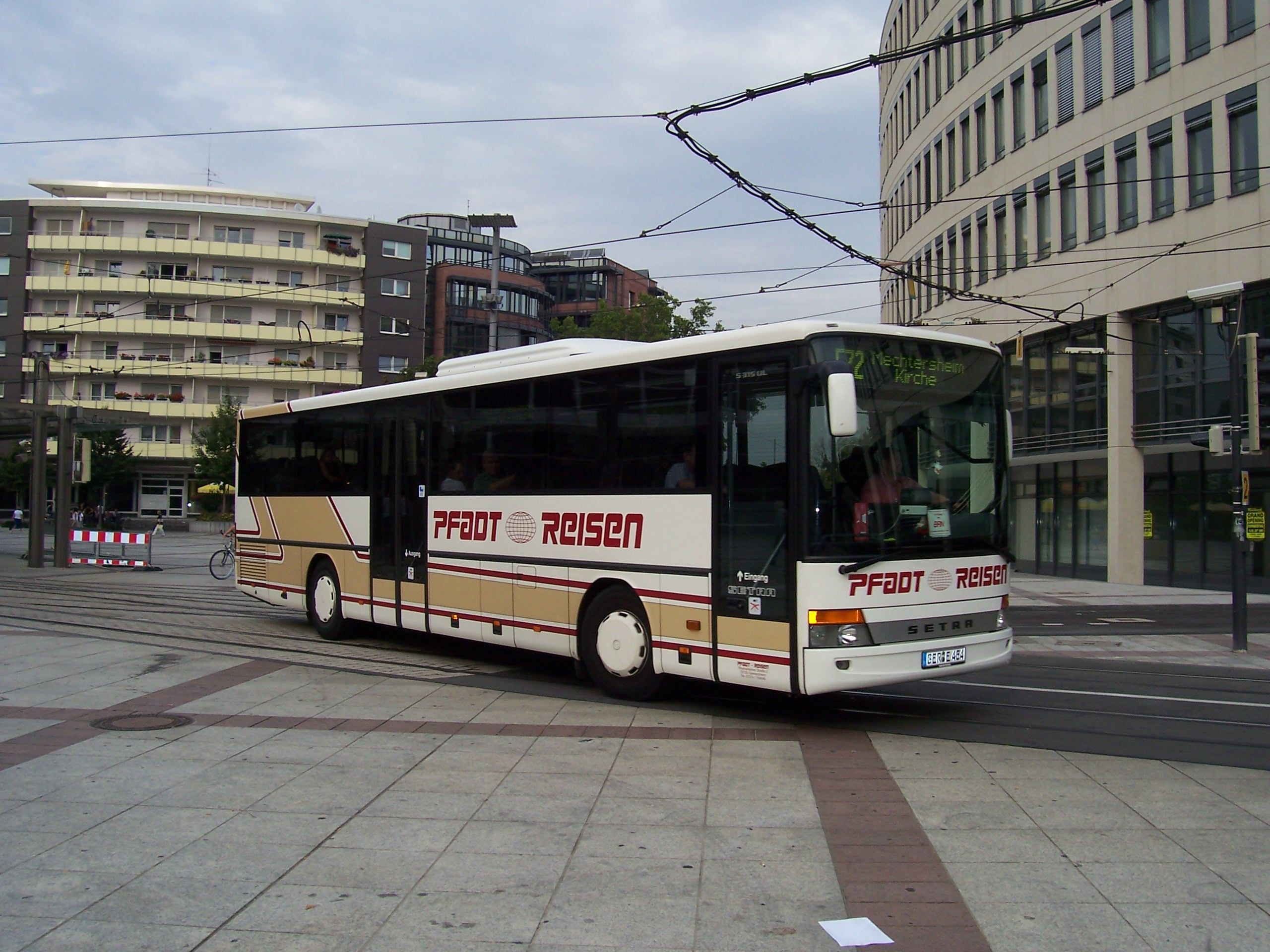
Setra S 315 UL (przód lokalny)
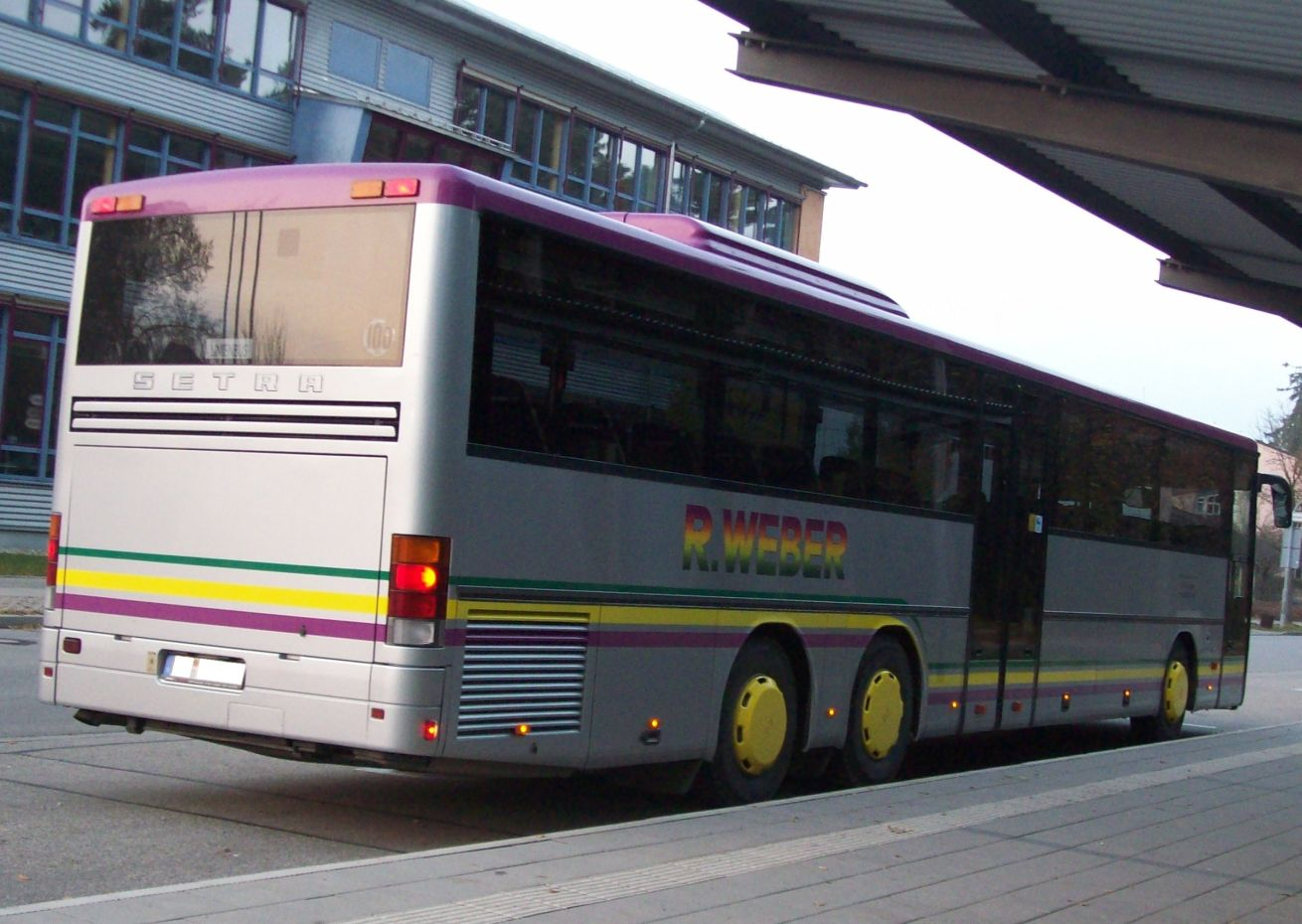
Setra S 317 UL
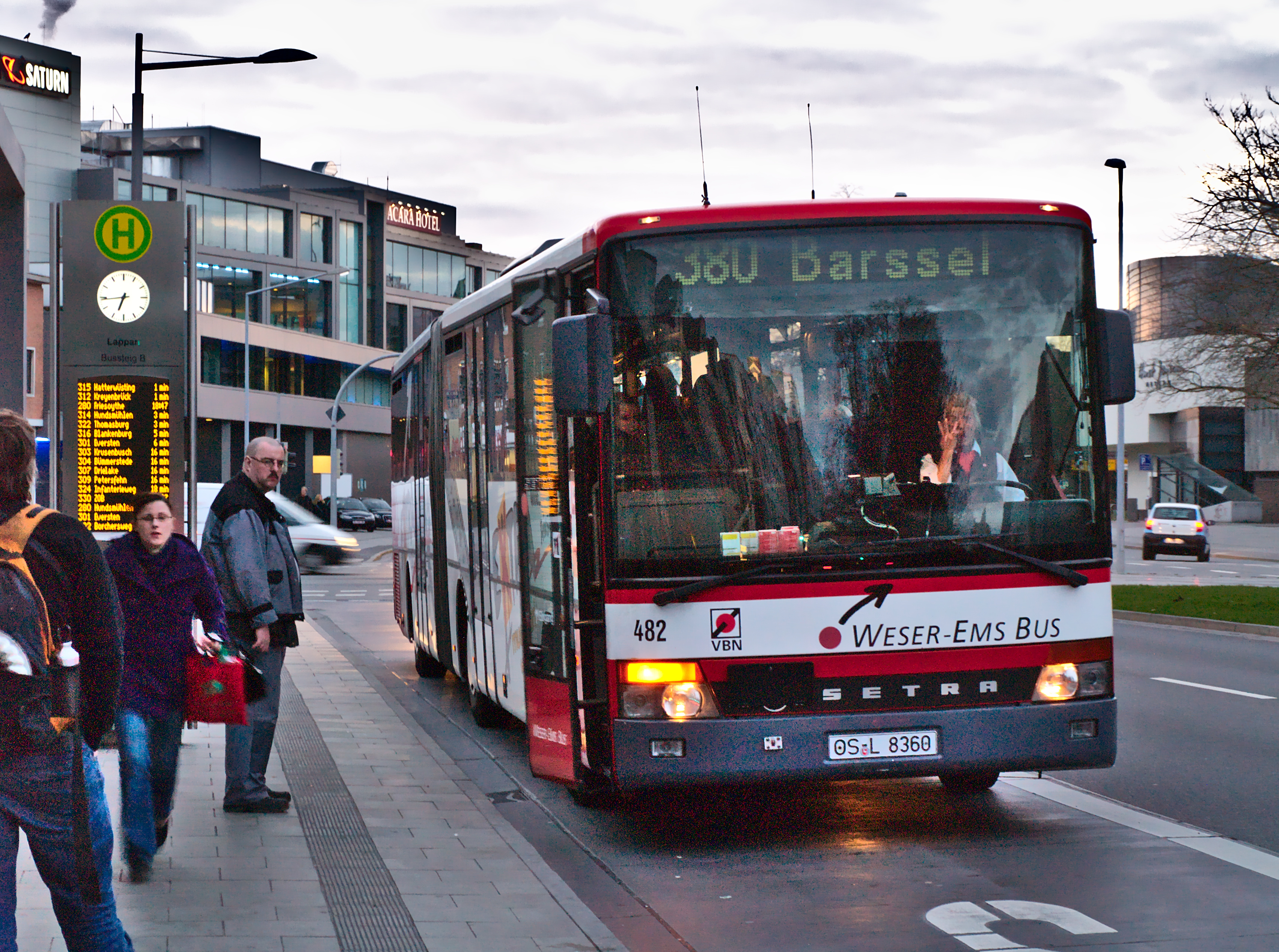
Setra S 321 UL
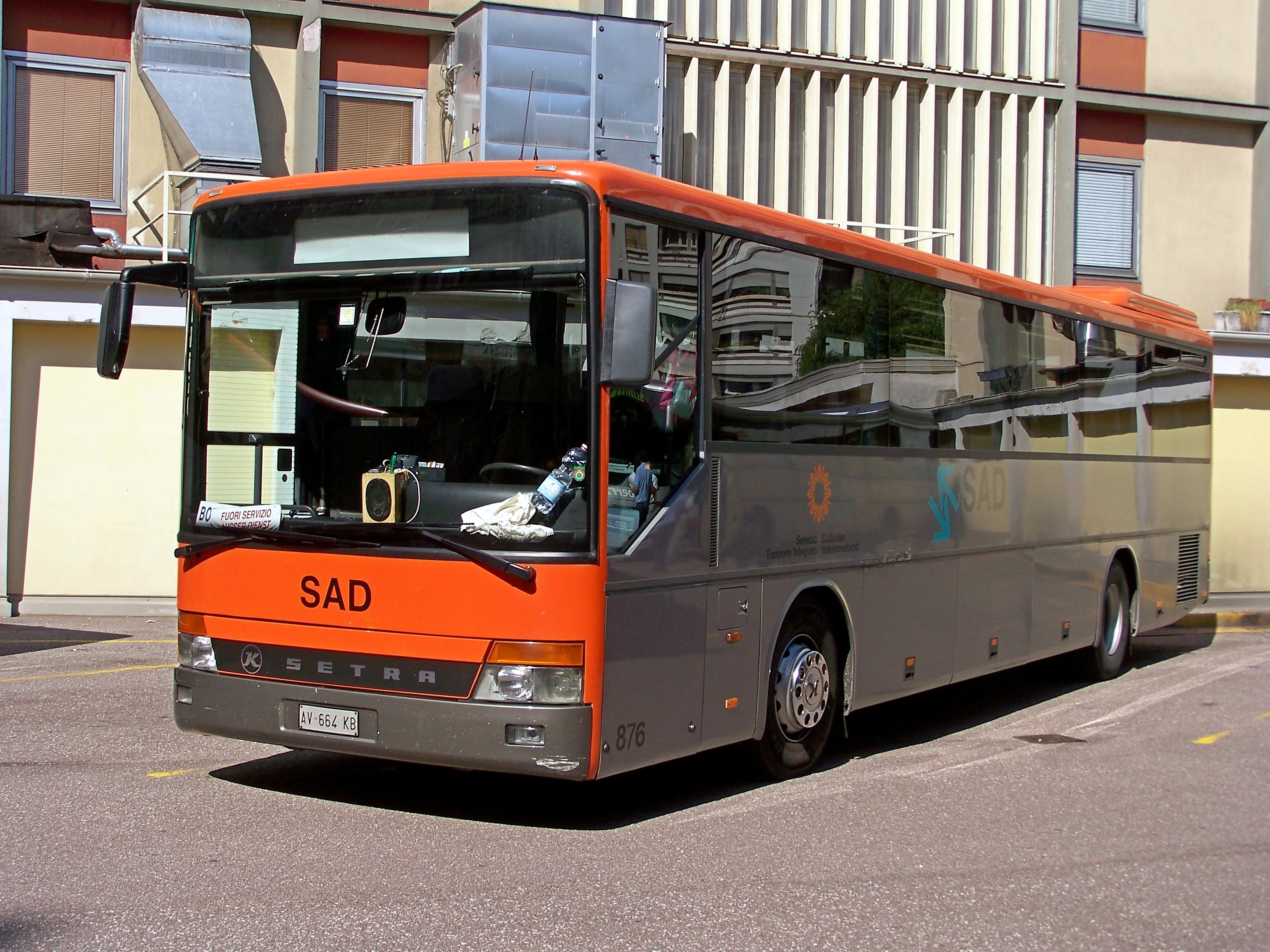
Setra S 315 H

## Seria 400
W 2006 roku miała miejsce premiera Multi Class nowej serii 400. Design znów nawiązywał do Comfort Class 400. Wprowadzono zmiany w ścianie przedniej, unowocześniono światła, zmieniono linię okien w przednich drzwiach na bardziej opływową i dodano srebrną plakietkę z napisem Setra za pierwszymi drzwiami. W nowej ofercie pojawiły się nowe modele, takie jak S 416 H, S 416 NF, czy też S 412 UL. Zrezygnowano z produkcji trzyosiowego modelu niskowejściowego oraz modelu przegubowego. W 2014 roku modele NF zastąpiono modelami LE business, wprowadzono model S 418 LE business. Autobusy te, podobnie jak S 415 UL business, S 416 UL business i S 417 UL business, są produkowane w zakładach EvoBus w Turcji z tańszych materiałów. Nadal w modelach UL dostępne są dwie wersje ściany przedniej, podobnie jak w serii 300. Setra S 415 NF jest laureatem tytułu Bus of the Year 2009.
Modele Multi Class 400:

- S 415 NF,
- S 416 NF,
- S 415 LE business,
- S 416 LE business,
- S 418 LE business,
- S 412 UL,
- S 415 UL,
- S 416 UL,
- S 417 UL,
- S 419 UL,
- S 415 UL business,
- S 416 UL business,
- S 417 UL business,
- S 415 H,
- S 416 H.

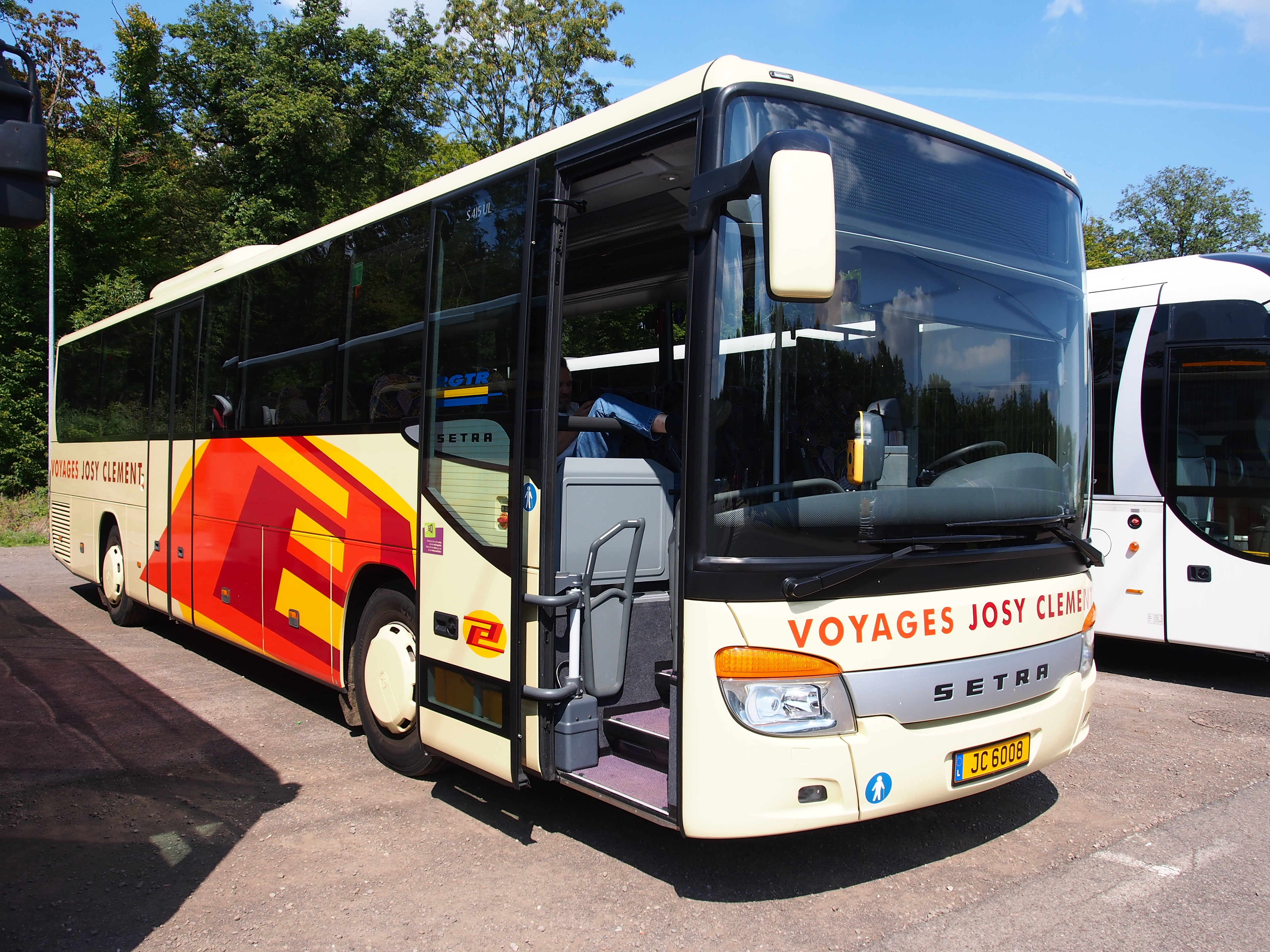
Setra S 415 UL (przód lokalny)
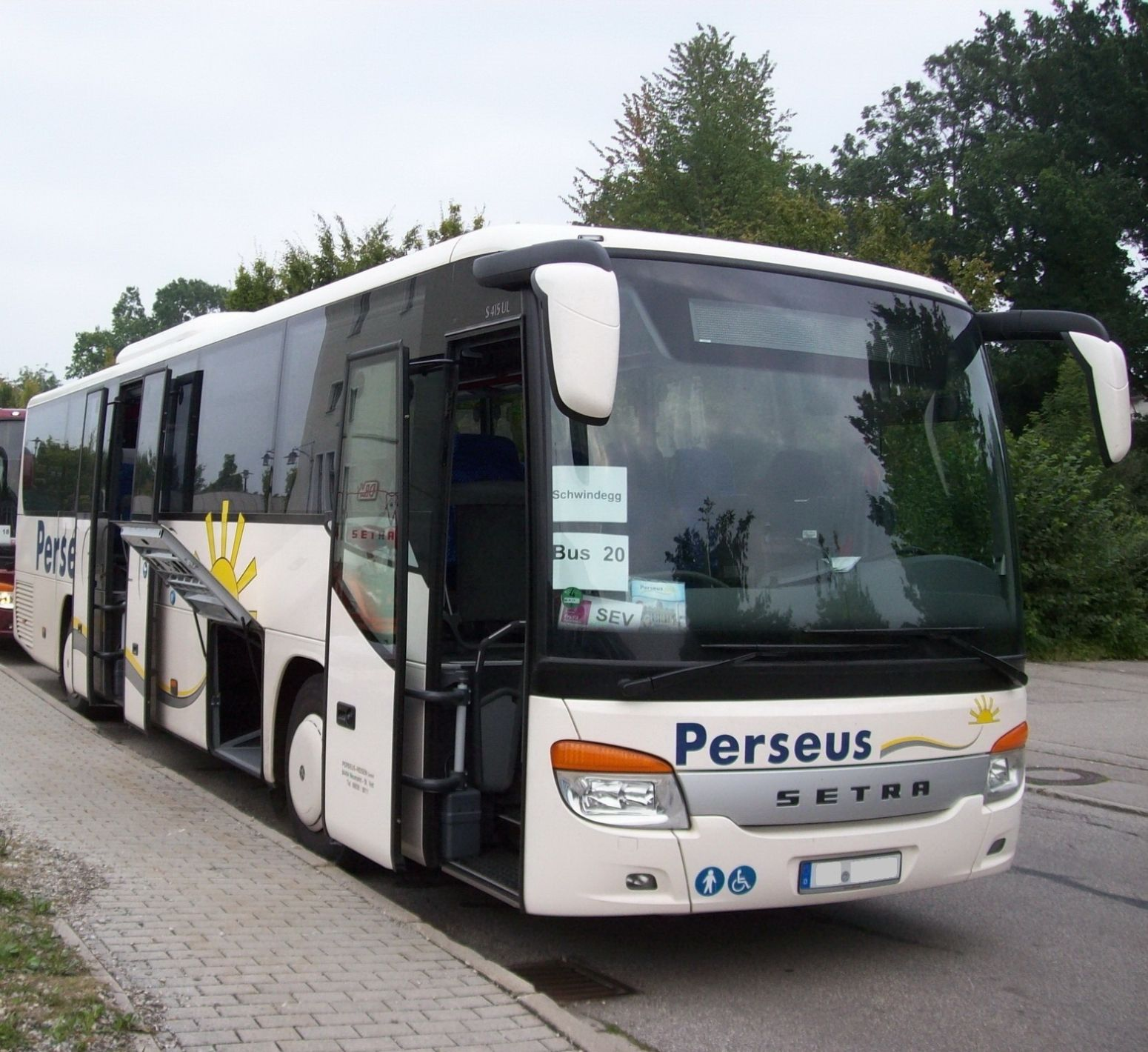
Setra S 415 UL (przód turystyczny)
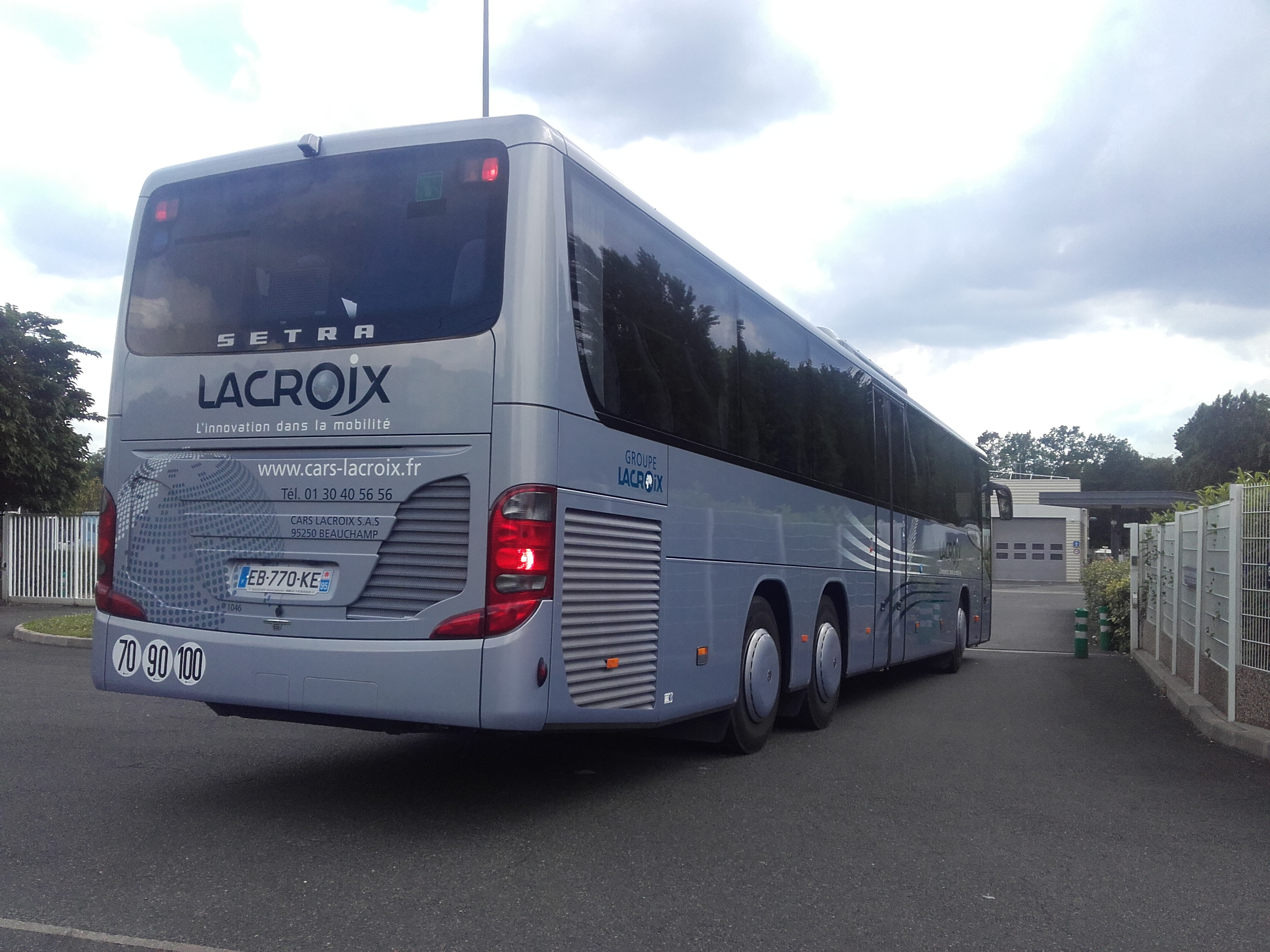
Setra S 417 UL
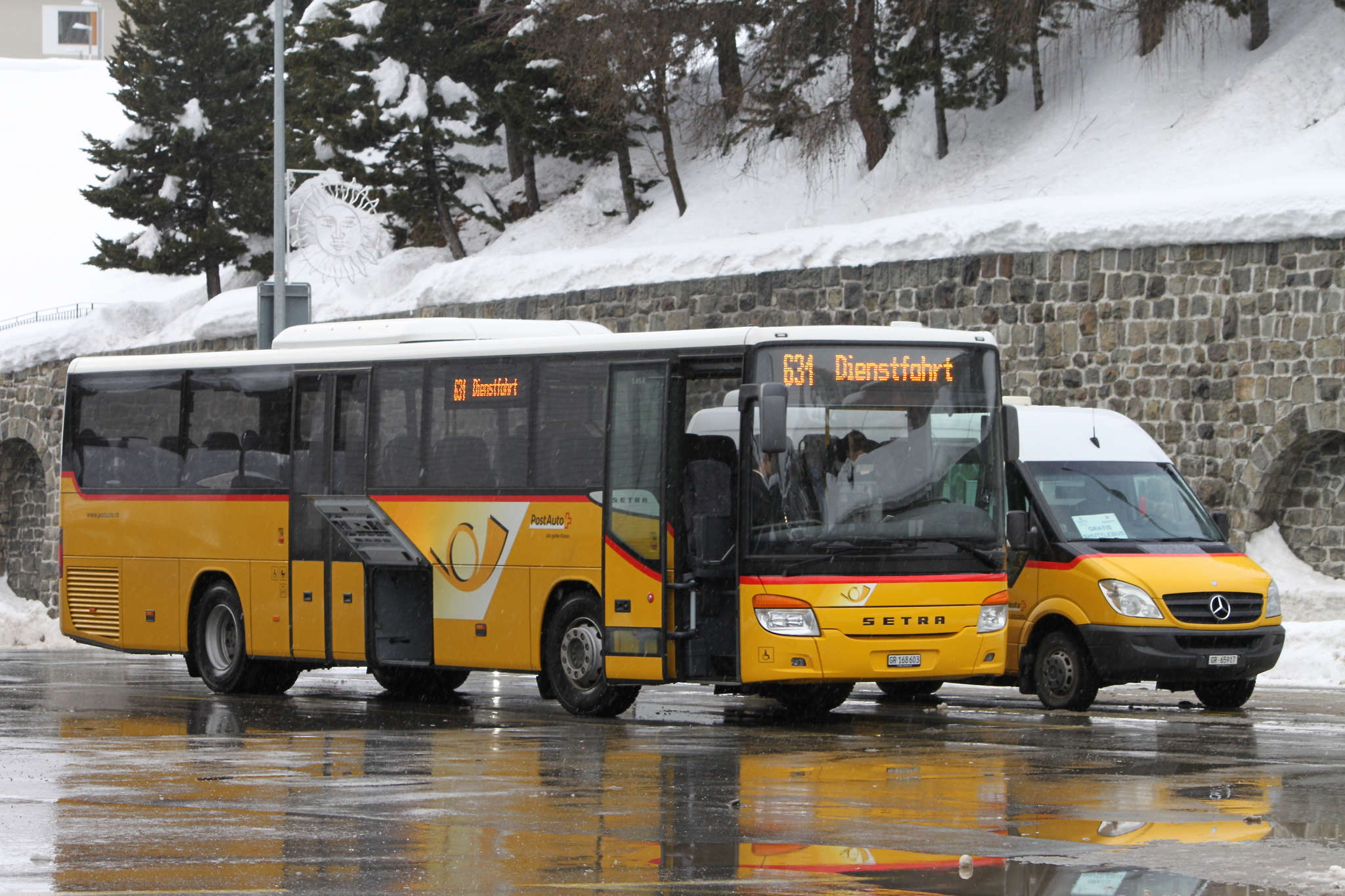
Setra S 415 H
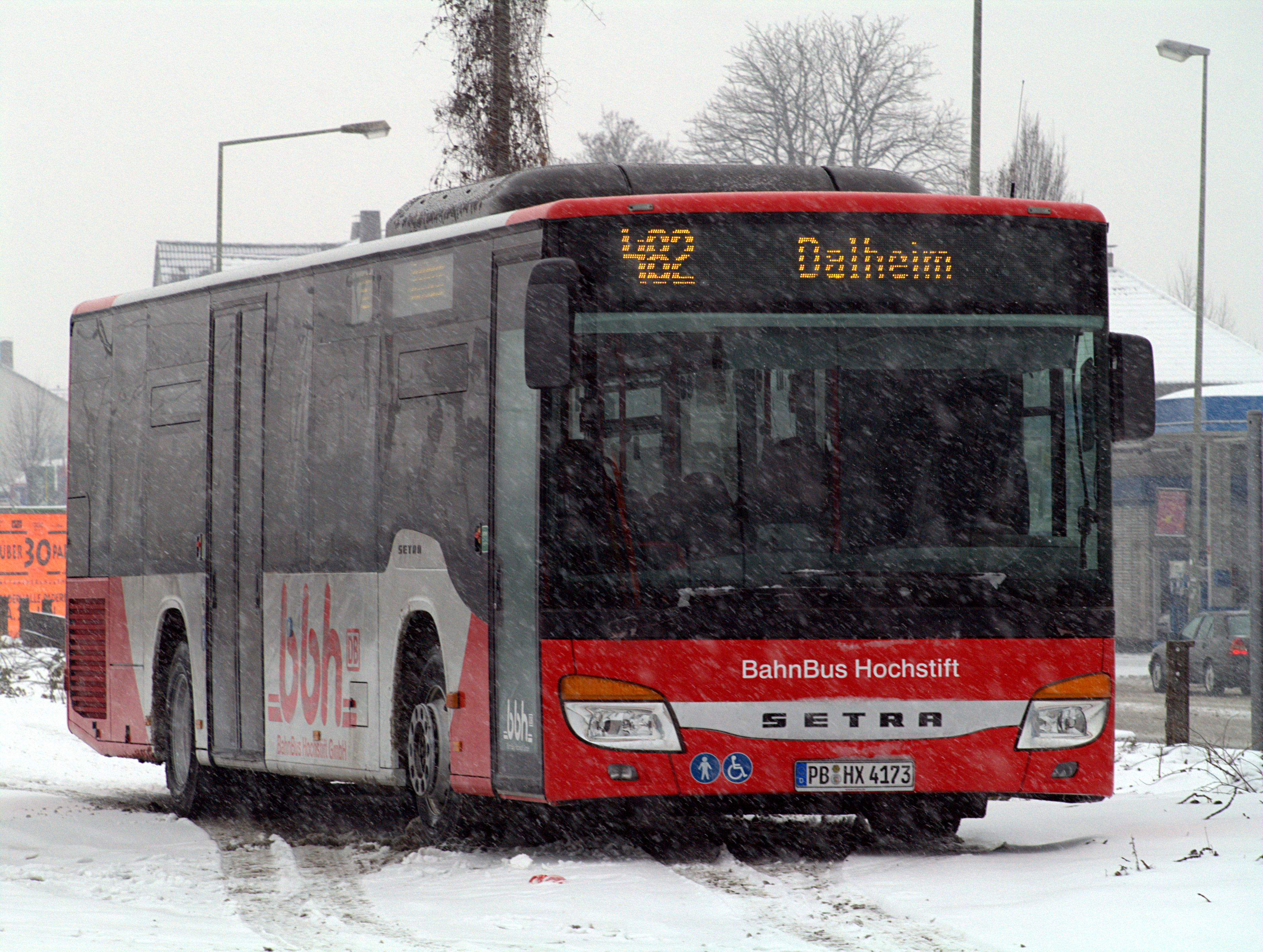
Setra S 415 NF
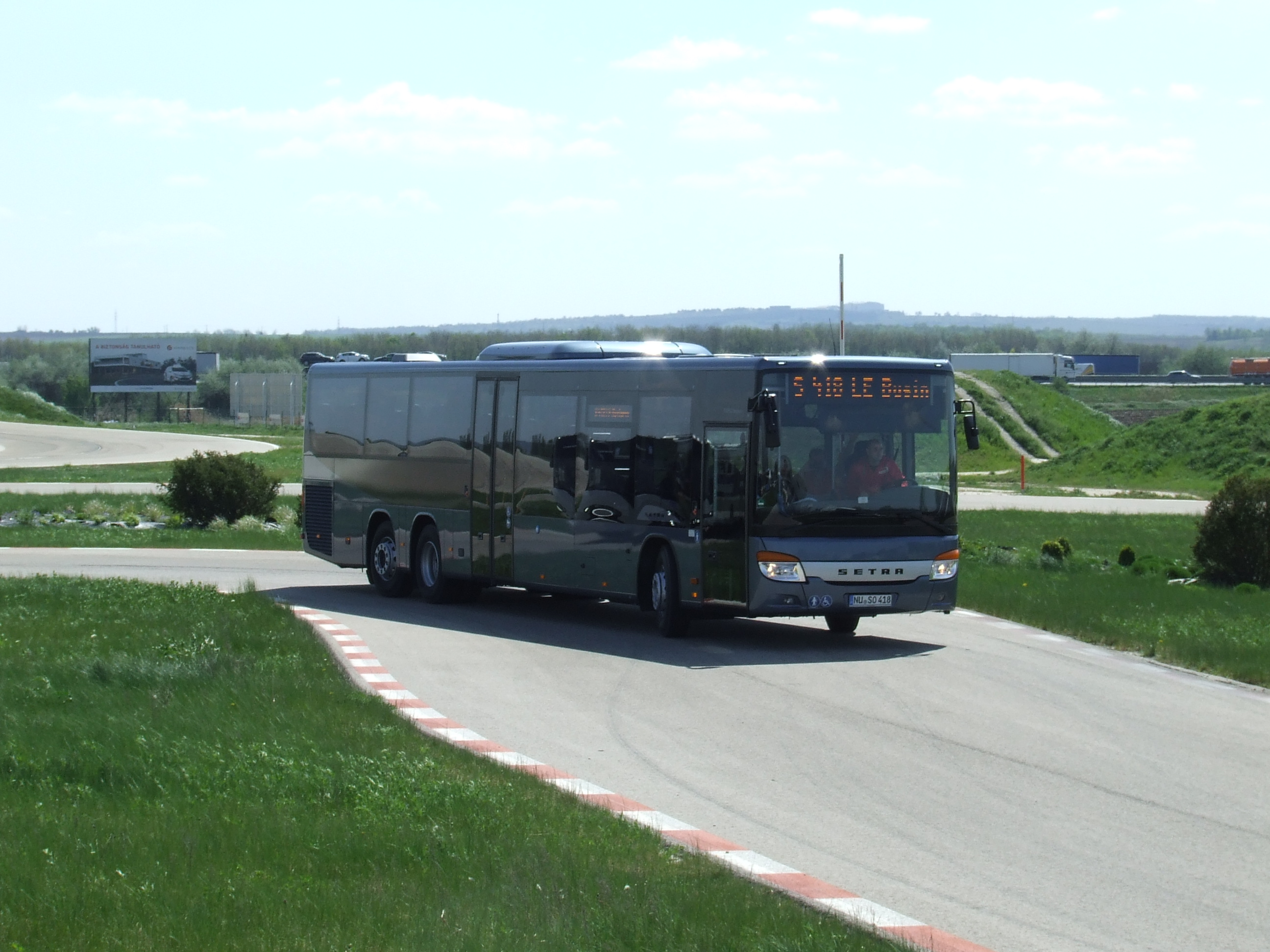
Setra S 418 LE business

## Seria 500

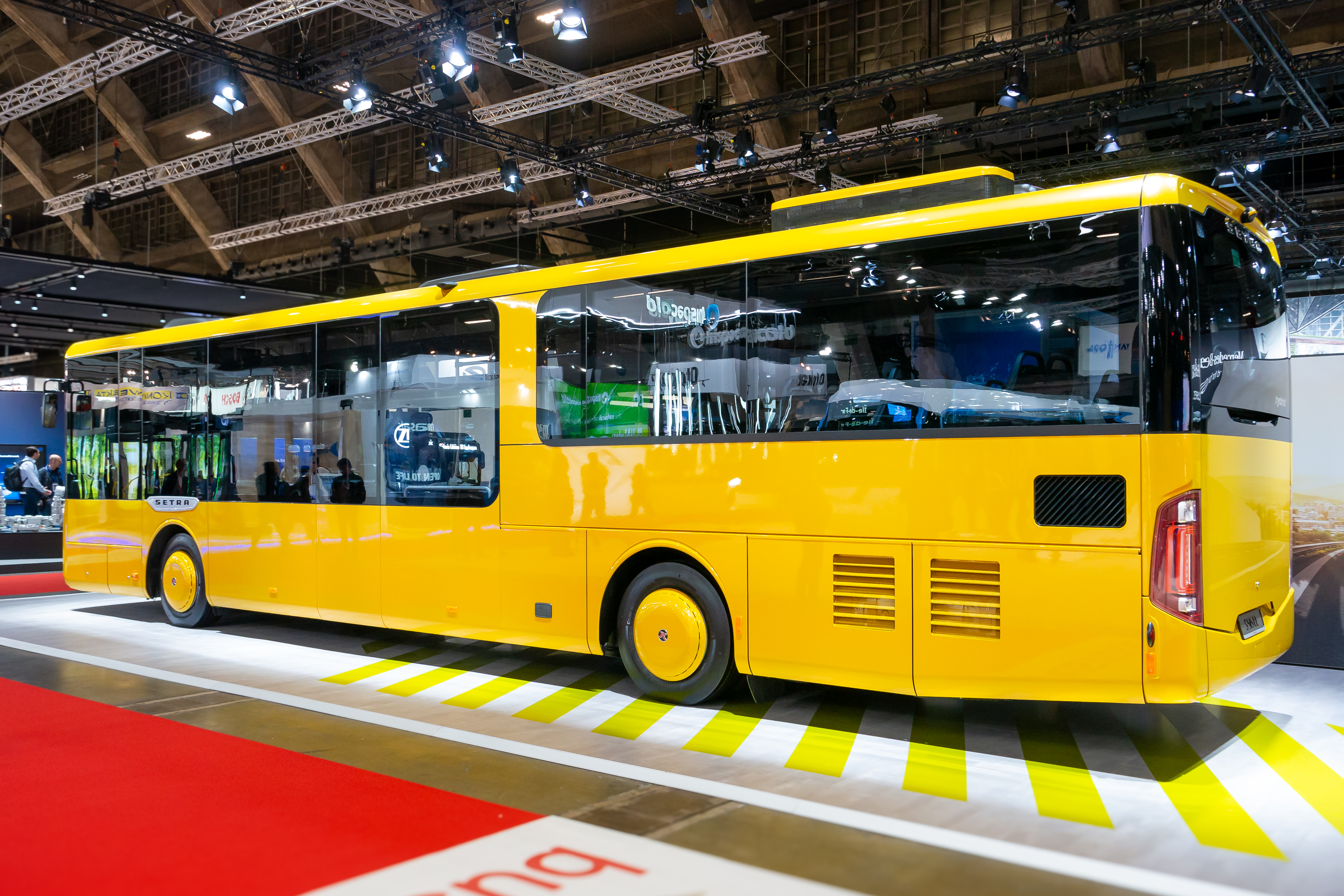
Setra S 515 LE